# Carex khoii
Carex khoii är en halvgräsart som beskrevs av Tatiana Vladimirovna Egorova och Leonid Vladimirovitj Averjanov. Carex khoii ingår i släktet starrar, och familjen halvgräs.
Artens utbredningsområde är Vietnam. Inga underarter finns listade i Catalogue of Life.